# ヴィロヴィティツァ＝カルロヴァツ＝カルロバグ線

セルビア急進党のヴォイスラヴ・シェシェリによって示された大セルビアの範囲

ヴィロヴィティツァ＝カルロヴァツ＝カルロバグ線（セルビア語: Вировитица-Карловац-Карлобаг）、あるいはカルロバグ＝オグリン＝カルロヴァツ＝ヴィロヴィティツァ線（Карлобаг-Огулин-Карловац-Вировитица）は、大セルビアの西の限界線と考えられている仮想の地理的境界線。この線の西にはクロアチアおよびスロベニアがある一方、線の東は全て大セルビアと見なされる。
この線はチェトニックの政治家ステヴァン・モリェヴィッチ (Stevan Moljević) によって言及され、どのように国境線が引かれるべきであるかを示したものである。ここでは、線の北はスロベニアとなる。
ユーゴスラビア崩壊が起こった1990年代には、セルビア急進党のヴォイスラヴ・シェシェリによってこの線は頻繁に持ち出された。セルビアの少数の民族主義者は、国家的・経済的な理由からこの線による大セルビアを支持している。この線以東がセルビアとなれば、セルビアは多くの海岸線と重工業地帯、良質の農地と天然資源、特にパンノニア平原の原油を得ることになる。加えて、この線による分割がなされれば、旧ユーゴスラビアのセルビア人の98%はその内側に含まれることになる。シェシェリは自身の演説や著書の中で、この領域の内側の住民は、正教会、カトリック、あるいはイスラム教といった信仰の別に関わらず実際には全てセルビア人であると主張した。しかしながら、シェシェリに率いられこの線を盛んに宣伝しているセルビア急進党の外では、セルビアが実際の政治の場でこの線を喧伝することはない。